# Brian McFadden

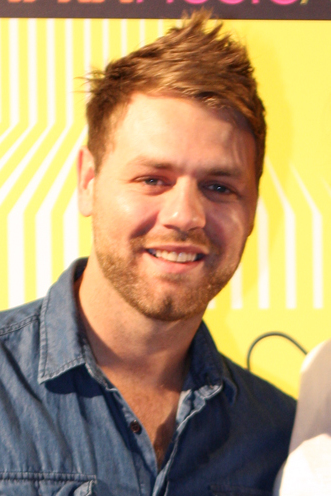
Brian McFadden (2012)

Brian Nicholas McFadden (* 12. April 1980 in Dublin) ist ein irischer Popsänger.

## Musikalische Karriere
Seinen Durchbruch schaffte McFadden als Mitglied der Boygroup Westlife, die zwischen 1999 und 2003 insbesondere in Großbritannien zu einer erfolgreichen Band aufstieg und weltweit mehr als 30 Millionen Alben verkaufte. Er war aber schon vorher ein bekannter Sänger und spielte in verschiedenen Bands. Eine davon war die Cartel Show Band. Durch ein Casting kamen er und Nicky Byrne zu Westlife.
Am 9. März 2004 wurde im Rahmen einer Pressekonferenz mitgeteilt, dass McFadden Westlife verlasse, um sich stärker auf seine Familie konzentrieren zu können.
Nach dem Ausstieg bei Westlife arbeitete McFadden an seiner Solokarriere. Seine Debütsingle Real to Me erreichte im September 2004 Platz 1 der britischen Singlecharts. Doch als seine zweite Single Irish Son auf den Markt kommen sollte, gab es ein Problem mit einer irischen Schule, die behauptete, in dem Video vorzukommen, obwohl dem nicht so war. McFaddens dritte Singleauskoppelung Demons wurde, wie die Single Irish Son, nicht in Deutschland und Österreich veröffentlicht. 
Das zweite Album Set in Stone erschien am 21. April 2008 zunächst in Australien und Neuseeland. Im November 2008 kam es dann auch in Europa in die Läden. In Australien und Neuseeland erschien die erste Single Like Only a Woman Can (eine neue Version, von dem bereits in Irland im April 2007 erschienenen Song) am 22. März 2008. In Europa wurde Room to Breathe als erste Single aus McFaddens zweitem Soloalbum veröffentlicht. Als nächster Titel folgte Twisted. In Australien erschien zudem noch die dritte Single Everything But You, welche ausschließlich als Download angeboten wurde.
2019 nahm er an der elften Staffel der britischen Eiskunstlaufshow Dancing on Ice teil.

## Persönliches
Er lernte 1999 das Ex-Mitglied der britischen Pop-Girlgroup Atomic Kitten Kerry Katona kennen und heiratete sie am 5. Januar 2002. McFadden trennte sich jedoch im September 2004 von Katona und ihre Scheidung wurde schließlich im Dezember 2006 rechtsgültig. Aus dieser Ehe entstammen zwei Töchter, Molly und Lilly. Seit 2004 war McFadden mit der australischen Sängerin Delta Goodrem zusammen. Im April 2011 gaben sie ihre Trennung bekannt.
Am 30. August 2012 heiratete McFadden die irische DJ Vogue Williams in Dublin. Am 1. September 2012 folgte die Hochzeit in Florenz.

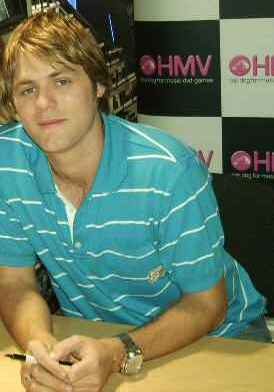
Brian McFadden (2007)

## Diskografie

### Studioalben
| Jahr | Titel                | Höchstplatzierung, Gesamtwochen, AuszeichnungChartplatzierungen (Jahr, Titel, Platzierungen, Wochen, Auszeichnungen, Anmerkungen) | Höchstplatzierung, Gesamtwochen, AuszeichnungChartplatzierungen (Jahr, Titel, Platzierungen, Wochen, Auszeichnungen, Anmerkungen) | Höchstplatzierung, Gesamtwochen, AuszeichnungChartplatzierungen (Jahr, Titel, Platzierungen, Wochen, Auszeichnungen, Anmerkungen) | Höchstplatzierung, Gesamtwochen, AuszeichnungChartplatzierungen (Jahr, Titel, Platzierungen, Wochen, Auszeichnungen, Anmerkungen) | Höchstplatzierung, Gesamtwochen, AuszeichnungChartplatzierungen (Jahr, Titel, Platzierungen, Wochen, Auszeichnungen, Anmerkungen) | Höchstplatzierung, Gesamtwochen, AuszeichnungChartplatzierungen (Jahr, Titel, Platzierungen, Wochen, Auszeichnungen, Anmerkungen) | Anmerkungen                             |
| Jahr | Titel                | DE | AT | CH | UK | IE | AU | Anmerkungen                             |
| ---- | -------------------- | --- | --- | --- | --- | --- | --- | --------------------------------------- |
| 2004 | Irish Son            | DE56 (4 Wo.)DE | AT57 (2 Wo.)AT | CH38 (10 Wo.)CH | UK24 Gold · (14 Wo.)UK | IE6 (15 Wo.)IE | — | Erstveröffentlichung: 24. November 2004 |
| 2008 | Set in Stone         | — | — | — | — | — | AU5 (7 Wo.)AU | Erstveröffentlichung: 19. April 2008    |
| 2010 | Wall of Soundz       | — | — | — | — | — | AU27 (3 Wo.)AU | Erstveröffentlichung: 23. April 2010    |
| 2013 | The Irish Connection | — | — | — | UK51 (1 Wo.)UK | IE75 (1 Wo.)IE | — | Erstveröffentlichung: 4. März 2013      |
| 2019 | Otis                 | — | — | — | — | — | — | Erstveröffentlichung: 22. Februar 2019  |

### Singles als Leadmusiker
| Jahr | Titel Album                               | Höchstplatzierung, Gesamtwochen, AuszeichnungChartplatzierungen (Jahr, Titel, Album, Platzierungen, Wochen, Auszeichnungen, Anmerkungen) | Höchstplatzierung, Gesamtwochen, AuszeichnungChartplatzierungen (Jahr, Titel, Album, Platzierungen, Wochen, Auszeichnungen, Anmerkungen) | Höchstplatzierung, Gesamtwochen, AuszeichnungChartplatzierungen (Jahr, Titel, Album, Platzierungen, Wochen, Auszeichnungen, Anmerkungen) | Höchstplatzierung, Gesamtwochen, AuszeichnungChartplatzierungen (Jahr, Titel, Album, Platzierungen, Wochen, Auszeichnungen, Anmerkungen) | Höchstplatzierung, Gesamtwochen, AuszeichnungChartplatzierungen (Jahr, Titel, Album, Platzierungen, Wochen, Auszeichnungen, Anmerkungen) | Höchstplatzierung, Gesamtwochen, AuszeichnungChartplatzierungen (Jahr, Titel, Album, Platzierungen, Wochen, Auszeichnungen, Anmerkungen) | Anmerkungen                                                  |
| Jahr | Titel Album                               | DE | AT | CH | UK | IE | AU | Anmerkungen                                                  |
| ---- | ----------------------------------------- | --- | --- | --- | --- | --- | --- | ------------------------------------------------------------ |
| 2004 | Real to Me Irish Son                      | DE33 (9 Wo.)DE | AT26 (11 Wo.)AT | CH28 (13 Wo.)CH | UK1 (19 Wo.)UK | IE1 (16 Wo.)IE | — | Erstveröffentlichung: 6. September 2004                      |
| 2004 | Irish Son                                 | — | — | — | UK6 (11 Wo.)UK | IE2 (12 Wo.)IE | — | Erstveröffentlichung: 22. November 2004                      |
| 2005 | Almost Here Irish Son                     | DE32 (9 Wo.)DE | AT34 (12 Wo.)AT | CH36 (10 Wo.)CH | UK3 (10 Wo.)UK | IE1 (15 Wo.)IE | AU1 Platin · (15 Wo.)AU | Erstveröffentlichung: 31. Januar 2005 mit Delta Goodrem      |
| 2005 | Demons Irish Son                          | — | — | — | UK28 (3 Wo.)UK | IE24 (4 Wo.)IE | — | Erstveröffentlichung: 23. Mai 2005                           |
| 2007 | Like Only a Woman Can Set in Stone        | — | — | — | — | IE1 (9 Wo.)IE | AU13 (22 Wo.)AU | Erstveröffentlichung: 20. April 2007                         |
| 2008 | Twisted Set in Stone                      | — | — | — | — | — | AU29 (10 Wo.)AU | Erstveröffentlichung: 19. Juli 2008                          |
| 2010 | Just Say So Wall of Soundz                | — | — | — | — | — | AU1 (13 Wo.)AU | Erstveröffentlichung: 9. April 2010 feat. Kevin Rudolf       |
| 2010 | Chemical Rush Wall of Soundz              | — | — | — | — | — | AU12 (8 Wo.)AU | Erstveröffentlichung: 15. Juni 2010                          |
| 2010 | Mistakes Wall of Soundz                   | — | — | — | — | — | AU41 (2 Wo.)AU | Erstveröffentlichung: 17. September 2010 feat. Delta Goodrem |
| 2011 | Just the Way You Are (Drunk at the Bar) – | — | — | — | — | — | AU49 (1 Wo.)AU | Erstveröffentlichung: 24. Februar 2011                       |
| 2012 | Invisible –                               | — | — | — | — | IE33 (2 Wo.)IE | — | Erstveröffentlichung: 2012                                   |

Weitere Singles
- 2008: Everything but You
- 2011: Come Party / That’s How Life Goes
- 2012: Wrap my Arms
- 2013: All i Want is you (feat. Ronan Keating)
- 2013: Time to Save Our Love
- 2015: Call On Me Brother
- 2018: Direct Me / Angel
- 2019: Cigarettes and Coffee

### Singles als Gastmusiker
| Jahr | Titel Album                           | Höchstplatzierung, Gesamtwochen, AuszeichnungChartplatzierungen# (Jahr, Titel, Album, Platzierungen, Wochen, Auszeichnungen, Anmerkungen) | Höchstplatzierung, Gesamtwochen, AuszeichnungChartplatzierungen# (Jahr, Titel, Album, Platzierungen, Wochen, Auszeichnungen, Anmerkungen) | Höchstplatzierung, Gesamtwochen, AuszeichnungChartplatzierungen# (Jahr, Titel, Album, Platzierungen, Wochen, Auszeichnungen, Anmerkungen) | Höchstplatzierung, Gesamtwochen, AuszeichnungChartplatzierungen# (Jahr, Titel, Album, Platzierungen, Wochen, Auszeichnungen, Anmerkungen) | Höchstplatzierung, Gesamtwochen, AuszeichnungChartplatzierungen# (Jahr, Titel, Album, Platzierungen, Wochen, Auszeichnungen, Anmerkungen) | Höchstplatzierung, Gesamtwochen, AuszeichnungChartplatzierungen# (Jahr, Titel, Album, Platzierungen, Wochen, Auszeichnungen, Anmerkungen) | Anmerkungen                                                               |
| Jahr | Titel Album                           | DE | AT | CH | UK | IE | AU | Anmerkungen                                                               |
| ---- | ------------------------------------- | --- | --- | --- | --- | --- | --- | ------------------------------------------------------------------------- |
| 2006 | Everybody’s Someone Whatever We Wanna | — | — | — | UK48 (2 Wo.)UK | IE27 (4 Wo.)IE | — | Erstveröffentlichung: 25. September 2006 LeAnn Rimes feat. Brian McFadden |

## Auszeichnungen für Musikverkäufe
| Goldene Schallplatte - Dänemark - 2005: für das Album Irish Son |

Anmerkung: Auszeichnungen in Ländern aus den Charttabellen bzw. Chartboxen sind in ebendiesen zu finden.
| Land/RegionAuszeichnungen für Musikverkäufe (Land/Region, Auszeichnungen, Verkäufe, Quellen) | Gold     | Platin  | Verkäufe | Quellen     |
| -------------------------------------------------------------------------------------------- | -------- | ------- | -------- | ----------- |
| Australien (ARIA)                                                                            | —        | Platin1 | 70.000   | aria.com.au |
| Dänemark (IFPI)                                                                              | Gold1    | —       | 20.000   | ifpi.dk     |
| Vereinigtes Königreich (BPI)                                                                 | Gold1    | —       | 100.000  | bpi.co.uk   |
| Insgesamt                                                                                    | 2× Gold2 | Platin1 |          |             |